# تايلور أندرسون
تايلور أندرسون (بالإنجليزية: Taylor Anderson)‏ هي لاعبة كرلنغ أمريكية، ولدت في 25 فبراير 1995 في Broomall, Pennsylvania ‏ في الولايات المتحدة.

## وصلات خارجية
- تايلور أندرسون على موقع الاتحاد الدولي للكرلنغ (الإنجليزية)
- تايلور أندرسون على موقع اللجنة الأولمبية الدولية (الإنجليزية)
- تايلور أندرسون على موقع أوليمبيديا (الإنجليزية)
- تايلور أندرسون على موقع اللجنة الأولمبية والبارالمبية الأمريكية (الإنجليزية)